# Arlette Leroi-Gourhan
Pour les articles homonymes, voir Leroi, Leroi-Gourhan (homonymie) et Gourhan.
Arlette Leroi-Gourhan, née le 9 janvier 1913 à Paris 19e et morte le 25 avril 2005 à Vermenton (Yonne), est une archéologue, paléontologue et paléobotaniste française, qui fut aussi une pionnière de la paléopalynologie.
Elle travaille sur le site des grottes d'Arcy-sur-Cure et sur de nombreux autres sites, en France et à l'étranger, et forme de nombreux paléopalynologues de renommée internationale.
Elle est particulièrement connue pour avoir révélé des dépôts de fleurs dans la tombe du Néandertalien Shanidar IV, dans le Kurdistan irakien, dite depuis « la tombe aux fleurs », qui a considérablement approfondi la compréhension moderne de l'Homme de cette époque reculée.
Elle travaille aussi sur la momie de Ramsès II.

## Biographie
Née Arlette Royer le 9 janvier 1913 à Paris 19e, son milieu est celui d'une famille d'industriels dont l'aisance lui permet plusieurs voyages en Europe et en Afrique du Nord. 
Elle passe un diplôme de l'École du Louvre et suit en 1934 les cours d'ethnologie de Marcel Mauss à l'EHESS, où elle rencontre André Leroi-Gourhan. À cette époque, le musée d'ethnographie du Trocadéro est en train de devenir le musée de l'Homme ; les constructions vont bon train et les collections affluent de multiples pays. Arlette travaille en bénévole à la réception de ces collections, dont les « missions Citroën » renommées d'Afrique et d'Asie (croisière noire, croisière jaune), des missions d'observation et de collecte comme la « mission Dakar-Djibouti » de Marcel Griaule et les travaux de Germaine Dieterlen. Elle participe aussi à la préparation des expositions, qui la mettent en contact avec l'art africain très apprécié à l'époque.
En 1936 elle épouse André Leroi-Gourhan et en février 1937 l'accompagne au Japon dont le gouvernement a financé une expédition ethnographique de deux ans. Elle s'associe au travail de son mari, qui a obtenu une chaire à l'Institut franco-japonais de Kyoto, en assurant le travail photographique et le secrétariat ; et l'accompagne dans ses déplacements hors de Kyoto. L'été 1938 est passé à étudier les derniers Aïnous de l'île d'Hokkaïdo dans le nord de l'archipel. 

Mais la guerre approche, les relations internationales se tendent et après les accords de Munich elle rentre prématurément en France avec une cargaison d'objets pour le Musée de l'Homme et le musée Guimet. Les quinze années suivantes sont consacrées à ses enfants et à la carrière de son mari, qu'elle continue à assister.
Puis André Leroi-Gourhan commence en 1946 les fouilles des grottes d'Arcy-sur-Cure, qui vont durer 13 ans jusqu'en 1963. Il y crée une école de fouilles. En 1952 les Leroi-Gourhan achètent une maison à Vermenton, à une dizaine de kilomètres d'Arcy.
Les années 1950 marquent à la fois les débuts d'Arlette Leroi-Gourhan dans le monde universitaire, et ceux de la paléopalynologie dont elle est l'inventeuse,Les archives scientifiques des fouilles archéologiques de Arlette Leroi-Gourhan.sont déposées au Pôle archives de la Maison des Sciences de l’homme Mondes.

### Les débuts de la paléopalynologie
À partir de 1954, dans le cadre de l'école de fouille d'André Leroi-Gourhan aux grottes d'Arcy-sur-Cure dans l'Yonne, elle aborde la palynologie des dépôts préhistoriques en grotte. Cette branche de l'archéologie, entièrement novatrice à l'époque, va s'appeler archéopalynologie, ou paléopalynologie et amorce le dialogue entre archéologie et palynologie. Arlette Leroi-Gourhan voit quatre enseignements à tirer de la paléopalynologie : « botaniques, stratigraphiques et surtout, chronologiques. » Elle vise à construire une image de l'environnement naturel passé, ce dans une optique d'ethnologue - comme le montre une de ses phrases souvent citée : « la reconstitution du paysage botanique rend directement perceptible l'existence matérielle des hommes. »
Arlette Leroi-Gourhan se forme à la morphologie pollinique avec Madeleine Van Campo et obtient en 1955 la mise à disposition de locaux au musée de l'Homme pour y installer un laboratoire d'analyse palynologique. Dans la même institution se trouve le Centre de documentation de recherches préhistoriques et le laboratoire associé, no 275, dirigé par André Leroi-Gourhan. En 1967 ce centre est rattaché au CNRS sous le nom de « laboratoire d'Ethnologie préhistorique ».
Les premiers lieux qu'elle analyse sont les grottes d'Arcy-sur-Cure, puis des sites de Saint-Marcel (Indre) et de la Cotte de Saint-Brelade (Jersey).
Faisant de nombreux voyages, elle aborde également diverses branches d'étude dont la paléoclimatologie et la paléoethnobotanique. Elle analyse un grand nombre de sites archéologiques, dont beaucoup en Europe et au Moyen-Orient : grotte d'Isturitz (1958)
, gisement d'El Guettar (Tunisie), la grotte de la Vache (Ariège), grotte d'Otero (près de Voto, comarque de Trasmiera en Cantabrie, Espagne),… Lorsqu'il s'agit d'analyser Lascaux, elle ne se contente pas de recueillir des échantillons : elle part à la recherche des documents déjà écrits et oubliés, fouille les archives - et constitue une véritable équipe afin d'étudier le tout ; elle apprécie beaucoup cette grotte pour son art et écrit à son sujet un livre avec Jacques Allain publié en 1979, basé en grande partie sur les recherches effectuées. Outre tout cela, elle participe aussi à des communications et à des fouilles au sujet desquelles elle fait des conférences.
Dans les années 1960 elle est chargée d'analyser les sépultures du Néanderthalien IV de la grotte de Shanidar dans le Kurdistan irakien. Les résultats surprenants de cette analyse font grand bruit dans les milieux internationaux (voir plus bas la section " Shanidar IV, « La tombe aux fleurs » ").
Elle analyse aussi la momie de Ramsès II, publiant les résultats en 1985,.
En 1971, elle est élue présidente de la Société préhistorique française (SPF), dont elle devient conservatrice des collections en 1982.
En 1989, elle publie l'intégralité des données collectées au Japon en 1938, dont une partie a été publiée dans le cadre de la thèse de Lettres d'André (« Archéologie du Pacifique nord ») en 1944, sous les deux noms de son mari à titre posthume et du sien. Le professeur Ichiro Yamanaka contribue à faire diffuser ce travail au Japon en 1991 sous les deux noms d'Arlette et du sien.
Conservées au Musée de l'Homme, les archives d'Arlette Leroi-Gourhan sont transférées par Aline Emery-Barbier, membre de l'équipe "Ethnologie préhistorique", à la Maison Archéologie & Ethnologie René-Ginouvès (MAE, université Paris-Nanterre) en 1997. Arlette Leroi-Gourhan conserve cependant jusqu'en 2001 son bureau au musée de l'Homme, auquel elle est attachée.
Elle a travaillé bénévolement toute sa vie.
Elle meurt dans sa maison de Vermenton le 25 avril 2005.
Ses archives scientifiques sont déposées au Pôle archives de la Maison des Sciences de l’homme Mondes.

### Ses étudiants et émules
Dans son laboratoire se sont formés pratiquement tous les palynologues français de renommée internationale de l'époque et elle y a accueilli nombre de stagiaires étrangers. Ses émules s'appellent Michel Girard, Josette Renault-Miskovsky, Isabelle Roux, Aline Emery-Barbier, Anaïs Boyer-Klein, Gérard Firmin, Chantal Leroyer, Dominique Marguerie, Francine Darmon, Claudine Schutz, Anne di Piazza, Bui Thi Maï, Martine Clet-Pellerin, Jacqueline Argant, Laura Cattani, Daniele Arobba, Marie-Françoise Diot, Anna Maria Mercuri...

### Shanidar IV, «La tombe aux fleurs»
En 1961, elle travaille déjà sur la grotte de Shanidar dans le Kurdistan irakien, où Ralph Solecki a effectué ses premières fouilles en 1961. Il s'agit alors seulement de rechercher les fluctuations botaniques et climatiques afin de mieux situer la chronologie de l'occupation du site.
Mais d'une part les échantillons sont pauvres en pollen et il devient clair que l'analyse nécessite une plus grande quantité d'échantillons et qui soient plus rapprochés. Par ailleurs, une analyse palynologique nécessite des éléments de comparaison et le site de Zawi Chemi proche connaît des difficultés pour sa stratigraphie. Enfin, elle-même a des difficultés pour certaines déterminations importantes de cette série. Ainsi, seule une publication partielle paraît en 1961 et les échantillons de Shanidar et Zawi Chemi sont mis en attente de plus amples collectes provenant de sites paléolithiques au Moyen-Orient. 

Cependant aucun autre site de cette époque n'est trouvé dans cette région du Moyen-Orient dans les années qui suivent ; entre-temps, les modes de préparation des échantillons s'améliorent et les collections de pollens actuels s'enrichissent (rappelons que la palynologie archéologique n'a commencé que quelque 10 ans plus tôt, dans les années 1950 avec Arlette Leroi-Gourhan). Et surtout, plus de matériel est parvenu de Shanidar - où Solecki a depuis trouvé les vestiges de Néandertaliens. En 1968 Arlette Leroi-Gourhan reprend l'analyse des échantillons de Shanidar et Zawi Chemi.
Or certains échantillons de Shanidar présentent, selon ses propres mots, « des résultats polliniques assez bizarres » ; ce sont ceux prélevés sur la couche de Shanidar IV, dont l'aspect visuel inhabituel a d'emblée poussé Ralph Solecki à en faire plus de prélèvements qu'ailleurs sur le site. Arlette Leroi-Gourhan envoie ces échantillons hors norme au laboratoire du professeur Willem van Zeist (nl) à l'université de Groningue pour vérification.
Le coup d'éclat arrive en 1968, quand elle publie l'analyse pollinique de la tombe du Néandertalien IV de Shanidar. Ces quatre pages, qui contiennent des résultats absolument inattendus, secouent les tréfonds des milieux scientifiques internationaux, révolutionnent la vision des préhistoriens sur les Néandertaliens et dirigent les projecteurs sur Shanidar IV.

Jusque là, l'attention s'est portée sur le Néandertalien I qui, par sa survivance jusqu'à un âge très avancé (pour un Néandertalien) et son état physique débilitant, démontrait déjà l'existence de sentiments de compassion dans ce groupe humain dont il a fait partie. Mais il s'avère que le Néandertalien IV a été inhumé sur des fleurs et entouré de fleurs, de façon clairement délibérée ; qui plus est, toutes les espèces de fleurs sont puissamment médicinales,, ce qui laisse supposer que leur choix est également délibéré, ce qui amène d'autres suppositions - l'individu enseveli ainsi a-t-il été un shamane/guérisseur, ?
Ces fleurs entières déposées dans la tombe de Shanidar IV ajoutent une toute nouvelle dimension à l'appréhension moderne des Néandertaliens. Elles posent les questions de pratiques mortuaires insoupçonnées jusque là, d'une dimension culturelle relative à l'association de fleurs aux morts, de la connaissance médicinale des humains d'alors et du degré d'évolution de leur langage,.
Plus globalement, le retentissement des résultats de cette analyse renforce aussi la position de la palynologie dans l'archéologie funéraire et dans l'archéologie en général.

### La momie de Ramsès II
Elle est chargée d'analyser la momie de Ramsès II, dont elle publie les résultats en 1985 : un feutrage de matricaire (Matricaria/Chrysanthemum type) en remplissait la cavité abdominale,,,.

### Mesure du temps et paléopalynologie
L'archéologie n'est venue que très tardivement, on peut même encore dire très récemment, à l'idée de mesurer le temps de façon exacte. La conception en termes de millions d'années n'a été mise en évidence qu'au milieu du XXe siècle avec l'avènement de la datation par isotopes radioactifs (datation au carbone 14) ; les premières dates obtenues ainsi sont celles de W. F. Libby et al. en 1951.

Mais cette méthode de datation précise n'est pas pour autant adoptée d'emblée par les préhistoriens : les coûts sont lourds, les listes d'attente longues, les besoins sont limités aux études comparatives couvrant plus d'une région ou d'un faciès particulier ; et certaines des dates obtenues vont à l'encontre d'idées admises - notamment en contredisant la notion d'expansion progressive du Néolithique depuis le bassin méditerranéen. Cependant Arlette Leroi-Gourhan est parmi les tout premiers scientifiques à réaliser l'importance de cette nouvelle méthode de datation,. Dès 1955 elle travaille sur les corrélations entre données palynologiques, datations 14C et identifications « culturelles », qu'elle publie en 1956. Elle revient sur le problème de mesure du temps en 1966, et plus précisément pour le Würm en 1968, une période dont elle définit les interstades à partir de la palynologie en 1980. En 1985 elle publie une synthèse des données chronologiques rapportées aux principaux faciès culturels du Paléolithique supérieur.

## Famille
Mariés en 1936, André et Arlette ont eu quatre enfants.

## Honneur
Elle est nommée membre d'honneur de la Société préhistorique française, puis élue président d'honneur en 1988.

## Décoration
- Chevalière de l'ordre national du Mérite (1990). Sa médaille lui est remise par Yves Coppens au musée de l'Homme le 9 mars 1990[EB 4].

## Publications
Sur ses quelque 180 publications, elle a contribué à 35 publications conjointement avec son mari ou avec d'autres auteurs.
- [1956] Madeleine Van Campo et Arl. Leroi-Gourhan, « Note préliminaire à l'étude des pollens fossiles de différents niveaux des grottes d'Arcy-sur-Cure », Bulletin du Muséum, vol. 28, no 3,‎ 1956, p. 326-330.
- [1956] Madeleine Van Campo et Arl. Leroi-Gourhan, « Un paysage forestier rissien dans l'Yonne », Bulletin de la Société botanique de France, vol. 103, nos 5-6,‎ 1956, p. 285-286 (lire en ligne [PDF] sur tanfordonline.com, consulté en juin 2021).
- [1956] Arl. L.-G., « Analyse pollinique et Carbone 14 », Bulletin de la Société préhistorique française, vol. 53, nos 5-6,‎ 1956, p. 291-301 (lire en ligne [sur persee]).
- [1956] Arl. L.-G., « Notes sur l'analyse pollinique des sédiments quaternaires des grottes », XXIIe Congrès préhistorique de France, Poitiers, Société préhistorique française,‎ 1956, p. 671-675.
- [1957] Arl. L.-G., « Note sur les possibilités qu'apporte l'analyse pollinique aux études climatologiques en Afrique du Nord », Bulletin de la Société préhistorique française, vol. 54, no 9,‎ 1954, p. 524-525 (DOI 10.3406/bspf.1957.8012, lire en ligne [sur persee]).
- [1958] Arl. L.-G., « Résultats de l'analyse pollinique du gisement d'El Guettar (Tunisie) », Bulletin de la Société préhistorique française, vol.  55, no 9,‎ 1958, p. 546-551 (DOI 10.3406/bspf.1958.3695, lire en ligne [sur persee]).
- [1959] Arl. L.-G., « Résultats de l'analyse pollinique de la grotte d'Isturitz », Bulletin de la Société préhistorique française, vol. 56, nos 9-10,‎ 1959, p. 619-624.
- [1960] Arl. L.-G., « Flores et climats du Paléolithique récent », Congrès préhistorique de France, Monaco,‎ 1960, p. 808-813.
- [1961] Arl. L.-G., « Analyse pollinique de la grotte de Shanidar », VIth Congress, INQUA,‎ 1961, p. 141-143.
- [1961] Arl. L.-G., « Flores quaternaires françaises », Bull. Soc. Botan. de Fr., vol. 108, nos 5-6,‎ 1961, p. 244-254 (DOI 10.1080/00378941.1961.10838021, lire en ligne [PDF] sur tanfordonline.com, consulté en juin 2021).
- [1961] Arl. L.-G., « Analyse pollinique des niveaux acheuléens de la Cotte de Saint-Brelade (Jersey) », Bericht über den V Internationalen Kongres für Vor- und Frühgeschichte, Hamburg, 1958,‎ 1961, p. 501-504.
- [1962] Arl. L.-G., « La grotte de Lascaux », Bull. Soc. Botan. de Fr., 88e Session extraordinaire, vol. 109,‎ 1962.
- [1963] Arl. L.-G., « Archéologie et botanique », dans Courbin (dir.), Études archéologiques, SEVPEN, 1963, p. 119-125.
- [1964] Arl. L.-G. et André Leroi-Gourhan, « Chronologie des grottes d'Arcy-sur-Cure (Yonne) », Gallia Préhistoire, t. 7,‎ 1964, p. 1-64 (DOI 10.3406/galip.1964.1238, lire en ligne [sur persee]).
- [1965] Arl. L.-G., « Les analyses polliniques sur les sédiments des grottes », Quaternaire, vol. 2, no 2,‎ 1965, p. 145-152 (lire en ligne [sur persee]).
- [1965] Arl. L.-G., « Le climat Würmien pendant le Paléolithique supérieur de 36 000 à 8 000 B.C. », Congrès de l'INQUA, Boulder USA,‎ 1965.
- [1966] Arl. L.-G., « II. Analyse pollinique des sédiments - La grotte de Prélétang (commune de Presles, Isère) », Gallia Préhistoire, vol. 9, no 1,‎ 1966, p. 85-92.
- [1966] Arl. L.-G., « Analyse pollinique de la Cueva del Otero », Excavaciones Arqueologica en España, vol. 53,‎ 1966, p. 83-85.
- [1966] Arl. L.-G., « Problèmes chronologiques : chronologie botanique et chronologie absolue », dans La Préhistoire, Paris, PUF, coll. « Nouvelle Clio », 1966, p. 305-315.
- [1966] Arl. L.-G., « L'analyse pollinique des coprolithes », Bulletin de la Société préhistorique française, vol. 63, no 5,‎ 1966, clxiii-clxiv.
- [1967] Arl. L.-G., « Analyse pollinique des niveaux paléolithiques de l'abri Fritsch », Review of Palaeobotany and Palynology, vol. 4, nos 1-4,‎ 1967, p. 81-86 (DOI 10.1016/0034-6667(67)90174-1, résumé).
- [1967] Arl. L.-G., « Le Badegoulien de l'abri Fritsch : climat et chronologie », Bulletin de la Société préhistorique française, vol. 64, no 1,‎ 1967, p. 95-99 (lire en ligne).
- [1967] Arl. L.-G., « Pollens et datation de la grotte de la Vache (Ariège) », Bull. Soc. préhist. de l'Ariège, vol. XXII,‎ 1967, p. 115-127.
- [1967] Arl. L.-G., Cornélius N. Mateesco et Em. Protopopesco-Pake, « Contribution à l'étude du climat de la station de Vadastra », Quaternaire, vol. 4, no 4,‎ 1967, p. 271-279 (lire en ligne).
- [1968] Arl. L.-G., « Le Néanderthalien IV de Shanidar », Bulletin de la Société préhistorique française, vol. 65, no 3,‎ 1968, p. 79-83 (lire en ligne).
- [1968] Arl. L.-G., « Dénomination des oscillations würmiennes », Bulletin de l'Association française pour l'étude du Quaternaire, no 4,‎ 1968, p. 281-287.
- [1969] Arl. L.-G., « Pollen grains of Gramineae and Cerealia from Shanidar and Zawi Chemi », dans Peter Ucko et G. W. Dimbleby, The domestication and exploitation of plants and animals, London, Gerald Duckworth & CO, 1969, p. 143-148.
- [1969] Vernet et Arl. L.-G., « Études botaniques de résines de l'étang de Mauguiot (Hérault) », Ann. Soc. Hort. Hist. Nat. Hérault, vol. 109, no 1,‎ 1969, p. 32-36.
- [1971] Arl. L.-G., « Middle-East Upper Quaternary Pollens. Résumé des communications, section 7 : Palynology of Pliocene, Pleiostocene and Holocene », Bulletin de l'Association française pour l'étude du Quaternaire, iII Congress of Palynology, Novosibirsk no 4,‎ 1971, p. 281-287.
- [1973] Arl. L.-G., « Les possibilités de l'analyse pollinique en Syrie et au Liban », Paléorient, vol. 1,‎ 1973, p. 39-47 (DOI 10.3406/paleo.1973.898, lire en ligne).
- [1975] (en) Arl. L.-G., « The Flowers Found with Shanidar IV, a Neanderthal Burial in Iraq », Science, vol. 190, no 4214,‎ 7 novembre 1975, p. 562-564 (DOI 10.1126/science.190.4214.562, lire en ligne, consulté le 13 mai 2018).
- [Allain, Leroi-Gourhan (Arl.) et al. 1979] Jacques Allain, Arl. L.-G. et al., Lascaux inconnu, Paris, CNRS, 1979, 381 p. (résumé, lire en ligne).
- [1980] Arl. L.-G., « Les analyses polliniques au Moyen-Orient », Paléorient, vol. 6,‎ 1980, p. 79-91.
- [1980] Arl. L.-G., « Analyse pollinique de Zawi Chemi », dans Rose L. Solecki, An early village site at Zawi Chemi-Shanidar, vol. 13, Bibliotheca mesopotamic, p. 77-79.
- [1980] Arl. L.-G., « Interstades au Würm supérieur », Bulletin de l'Association française pour l'étude du Quaternaire, no supplément « Colloque de Dijon »,‎ 1980, p. 192-193.
- [1980] Arl. L.-G., « Lascaux », La Recherche, no 110,‎ 1980, p. 412-420.
- [1981] Arl. L.-G., « La Végétation et la datation de l'abri moustérien de Houmian (Iran) », Paléorient, vol. 7, no 2,‎ 1981, p. 75-79 (lire en ligne).
- [1981] (en) Arl. L.-G., « Palynology and the beginning of agriculture in the Near East », Bulletin de la Société préhistorique française, no 3 « IVth International Palynological Conference, Lucknow (Inde) (1976-1977) »,‎ 1981, p. 258-262.
- [1981] Arl. L.-G., « Les pollens de la grotte de Commarque », dans Brigitte Delluc et Gilles Delluc, La grotte ornée de Comarque à Sireuil (Dordogne), Gallia Préhistoire, vol. 24, n° 1, 1981 (lire en ligne), p. 87-88.
- [1984] Arl. L.-G., « Paysages et climats il y a 35 000 ans », Les Dossiers Histoire et Archéologie, no 87,‎ 1984, p. 20-24.
- [1984] Arl. L.-G., « L'évolution de la végétation au Moyen-Orient lors des derniers 100 000 ans », Webbia, no 38,‎ 1984, p. 455-463.
- [1985] Arl. L.-G., « Les pollens et l'embaumement », dans Lionel Balout, Colette Roubet et Christiane Desroches-Noblecourt, La momie de Ramsès II : contribution scientifique à l'égyptologie, Paris, Recherche sur les civilisations, 1985, 556 p., p. 162-165.
- [1985] Arl. L.-G., « L'environnement lors de l'Alleröd en Rhénanie » (communication), compte-rendu du symposium L'Homme et son environnement pendant l'Alleröd, Monrepos, 13-18 mai 1985,‎ 1985.
- [1995] Béatrice Schmider, Boris Valentin, Dominique Baffier, Francine David, Michèle Julien, Arl. L.-G., Cécile Mourer-Chauviré, Thérèse Poulain, Annie Roblin-Jouve et Yvette Taborin, L'abri du Lagopède (fouilles Leroi-Gourhan) et le Magdalénien des grottes de la Cure (Yonne), vol. 37, Gallia Préhistoire, 1995 (lire en ligne), chap. 37, p. 55-114.
- [1997] Arl. L.-G., « Chauds et froids de 60000 à 15000 BP », Bulletin de la Société préhistorique française, vol. 94, no 2,‎ 1997, p. 151-160 (lire en ligne [sur persee]).
- [1998] Arl. L.-G., « Shanidar et ses fleurs », Paléorient, vol. 24, no 2,‎ 1998, p. 79-88 (lire en ligne [sur persee]).
- [Leroi-Gourhan 2000] Arlette Leroi-Gourhan, « Rites et langage à Shanidar ? », Bulletin de la Société préhistorique française, vol. 97, no 97,‎ 2000, p. 291-293 (lire en ligne).
- [Leroi-Gourhan 2002] Arlette Leroi-Gourhan, « La palynologie », dans Béatrice Schmider (dir.), L'Aurignacien de la grotte du Renne - Les fouilles d' André Leroi-Gourhan à Arcy-sur-Cure (Yonne), CNRS, 2002, 256 p. (ISBN 978-2-271-05897-3, présentation en ligne), p. 599.